# Graptomyza ishikawai
Graptomyza ishikawai är en tvåvingeart som beskrevs av Tokuichi Shiraki 1954. Graptomyza ishikawai ingår i släktet Graptomyza och familjen blomflugor. Inga underarter finns listade i Catalogue of Life.